# Copa Verde 2021
Die Copa Verde 2021 war die achte Austragung der Copa Verde, eines regionalen Fußballpokalwettbewerbs in Brasilien, der vom nationalen Fußballverband CBF organisiert wird. Mit dem Gewinn des Pokals war die Qualifikation für die dritte Runde der Copa do Brasil 2022 verbunden. Es fand vom 13. Oktober bis 12. Dezember 2021 statt.
Das Turnier war mit einer Vorrunde und ab dem folgenden Achtelfinale im KO-Modus mit Hin- und Rückspiel geplant. Die Vorrunde und das Achtelfinale wurden in nur einem Spiel entschieden, die Rückspiele entfielen.

## Teilnehmer
Die 24 Teilnehmer kamen aus den elf Bundesstaaten Acre, Amapá, Amazonas, Distrito Federal do Brasil, Espírito Santo, Goiás, Mato Grosso, Mato Grosso do Sul, Pará, Rondônia, Roraima und Tocantins. 18 nahmen als erfolgreiche Klubs aus den Fußballmeisterschaften der Bundesstaaten von Brasilien teil. Die übrigen sechs Klubs ergaben aus dem CBF Ranking, welche aus den Staatsmeisterschaften noch nicht qualifiziert waren.

### Teilnehmer Staatsmeisterschaften
| Bundesstaat        | Klub                    | Qualifizierung        |
| ------------------ | ----------------------- | --------------------- |
| Acre               | Atlético Acreano        | 2. Staatsmeister 2020 |
| Acre               | Galvez EC               | Staatsmeister 2020    |
| Amapá              | Ypiranga Clube (Macapá) | Staatsmeister 2020    |
| Amazonas           | Manaus FC               | 2. Staatsmeister 2020 |
| Amazonas           | Penarol AC              | Staatsmeister 2020    |
| Distrito Federal   | SE Gama                 | Staatsmeister 2020    |
| Distrito Federal   | Brasiliense FC          | 2. Staatsmeister 2020 |
| Espírito Santo     | Rio Branco AC           | 2. Staatsmeister 2020 |
| Espírito Santo     | Rio Branco FC (ES)      | Staatsmeister 2020    |
| Mato Grosso        | Nova Mutum EC           | Staatsmeister 2020    |
| Mato Grosso do Sul | EC Águia Negra          | Staatsmeister 2020    |
| Mato Grosso do Sul | Aquidauanense FC        | 2. Staatsmeister 2020 |
| Pará               | Paysandu SC             | Staatsmeister 2020    |
| Pará               | Castanhal EC            | 3. Staatsmeister 2020 |
| Rondônia           | Porto Velho EC          | Staatsmeister 2020    |
| Rondônia           | Real Ariquemes EC       | 2. Staatsmeister 2020 |
| Roraima            | São Raimundo EC (RR)    | Staatsmeister 2020    |
| Tocantins          | Interporto FC           | 3. Staatsmeister 2020 |

### Teilnehmer CBF Ranking
| Bundesstaat | Klub                | CBF Platz |
| ----------- | ------------------- | --------- |
| Acre        | Rio Branco FC (AC)  | 74        |
| Amazonas    | Nacional Fast Clube | 87        |
| Goiás       | Vila Nova FC        | 34        |
| Mato Grosso | Cuiabá EC           | 28        |
| Mato Grosso | Sinop FC            | 80        |
| Pará        | Clube do Remo       | 50        |

## Turnierplan
|  | Vorrunde           | Vorrunde | Vorrunde |  |  | Achtelfinale       | Achtelfinale | Achtelfinale |   |       | Viertelfinale | Viertelfinale | Viertelfinale |   |   | Halbfinale | Halbfinale | Halbfinale |         |  | Finale    | Finale  | Finale |
|  |                    |          |          |  |  |                    |              |              |   |       |               |               |               |   |   |            |            |            |         |  |           |         |        |
|  |                    |          |          |  |  |                    |              |              |   |       |               |               |               |   |   |            |            |            |         |  |           |         |        |
|  |                    |          |          |  |  | Acreano            |              | 1 (4)        |   |       |               |               |               |   |   |            |            |            |         |  |           |         |        |
|  | Gama               |          | 0        |  |  | Aquidauanense      |              | 1 (5)        |   |       |               |               |               |   |   |            |            |            |         |  |           |         |        |
|  | Aquidauanense      |          | 1        |  |  |                    |              |              |   |       | Aquidauanense | 0             | 0             |   |   |            |            |            |         |  |           |         |        |
|  |                    |          |          |  |  |                    |              | Vila Nova    | 1 | 7     |               |               |               |   |   |            |            |            |         |  |           |         |        |
|  |                    |          |          |  |  | Vila Nova          |              | 3            |   |       |               |               |               |   |   |            |            |            |         |  |           |         |        |
|  | Interporto         |          | 0        |  |  | Rio Branco FC (ES) |              | 0            |   |       |               |               |               |   |   |            |            |            |         |  |           |         |        |
|  | Rio Branco FC (ES) |          | 1        |  |  |                    |              |              |   |       |               |               |               |   |   | Vila Nova  | 3          | 1          |         |  |           |         |        |
|  |                    |          |          |  |  |                    |              |              |   |       |               |               | Nova Mutum    | 0 | 1 |            |            |            |         |  |           |         |        |
|  |                    |          |          |  |  | Cuiabá             |              | 0 (6)        |   |       |               |               |               |   |   |            |            |            |         |  |           |         |        |
|  | Brasiliense        |          | 0 (5)    |  |  | Brasiliense        |              | 0 (7)        |   |       |               |               |               |   |   |            |            |            |         |  |           |         |        |
|  | Rio Branco AC      |          | 0 (3)    |  |  |                    |              |              |   |       | Brasiliense   | 1             | 0 (2)         |   |   |            |            |            |         |  |           |         |        |
|  |                    |          |          |  |  |                    |              | Nova Mutum   | 0 | 1 (3) |               |               |               |   |   |            |            |            |         |  |           |         |        |
|  |                    |          |          |  |  | Rio Branco FC (AC) |              | 1            |   |       |               |               |               |   |   |            |            |            |         |  |           |         |        |
|  | Águia Negra        |          | 1        |  |  | Nova Mutum         |              | 4            |   |       |               |               |               |   |   |            |            |            |         |  |           |         |        |
|  | Nova Mutum         |          | 3        |  |  |                    |              |              |   |       |               |               |               |   |   |            |            |            |         |  | Vila Nova | 0 0 (2) |        |
|  |                    |          |          |  |  |                    |              |              |   |       |               |               |               |   |   |            |            | Remo       | 0 0 (4) |  |           |         |        |
|  |                    |          |          |  |  | Paysandu           |              | 6            |   |       |               |               |               |   |   |            |            |            |         |  |           |         |        |
|  | Ariquemes          |          | 0        |  |  | Penarol            |              | 0            |   |       |               |               |               |   |   |            |            |            |         |  |           |         |        |
|  | Penarol            |          | 2        |  |  |                    |              |              |   |       | Paysandu      | 1             | 3             |   |   |            |            |            |         |  |           |         |        |
|  |                    |          |          |  |  |                    |              | Castanhal    | 1 | 1     |               |               |               |   |   |            |            |            |         |  |           |         |        |
|  |                    |          |          |  |  | São Raimundo       |              | 1            |   |       |               |               |               |   |   |            |            |            |         |  |           |         |        |
|  | Fast Clube         |          | 0        |  |  | Castanhal          |              | 2            |   |       |               |               |               |   |   |            |            |            |         |  |           |         |        |
|  | Castanhal          |          | 2        |  |  |                    |              |              |   |       |               |               |               |   |   | Paysandu   | 2          | 0          |         |  |           |         |        |
|  |                    |          |          |  |  |                    |              |              |   |       |               |               | Remo          | 2 | 2 |            |            |            |         |  |           |         |        |
|  |                    |          |          |  |  | Manaus             |              | 2            |   |       |               |               |               |   |   |            |            |            |         |  |           |         |        |
|  | Sinop              |          | 0        |  |  | Porto Velho        |              | 0            |   |       |               |               |               |   |   |            |            |            |         |  |           |         |        |
|  | Porto Velho        |          | 1        |  |  |                    |              |              |   |       | Manaus        | 1             | 0             |   |   |            |            |            |         |  |           |         |        |
|  |                    |          |          |  |  |                    |              | Remo         | 1 | 3     |               |               |               |   |   |            |            |            |         |  |           |         |        |
|  |                    |          |          |  |  | Remo               |              | 9            |   |       |               |               |               |   |   |            |            |            |         |  |           |         |        |
|  | Galvez             |          | 1 (4)    |  |  | Galvez             |              | 0            |   |       |               |               |               |   |   |            |            |            |         |  |           |         |        |
|  | Ypiranga           |          | 1 (1)    |  |  |                    |              |              |   |       |               |               |               |   |   |            |            |            |         |  |           |         |        |

## Vorrunde
Die Paarungen in der Vorrunde und Achtelfinale wurden am 25. September 2021 vom CBF bekannt gegeben. Dabei wurden die 16 Klubs auf zwei Töpfe gemäß ihrer Wertung in der Rangliste des CBF zugeordnet. Die in Klubs aus Topf A erhielten aufgrund ihrer besseren Platzierung in der Rangliste Heimrecht.
| Topf A              | Ranglistenplatz | Topf B                  | Ranglistenplatz |
| ------------------- | --------------- | ----------------------- | --------------- |
| Sinop FC            | 80              | Ypiranga Clube (Macapá) | 144             |
| Brasiliense FC      | 83              | Aquidauanense FC        | 209             |
| Nacional Fast Clube | 87              | Rio Branco AC           | 230             |
| Galvez EC           | 92              | Castanhal EC            | –               |
| Real Ariquemes EC   | 105             | Nova Mutum EC           | –               |
| SE Gama             | 114             | Penarol AC              | –               |
| Interporto FC       | 125             | Porto Velho EC          | –               |
| EC Águia Negra      | 129             | Rio Branco FC (ES)      | −               |

| Datum  |                     | Ergebnis              |                         | Austragungsort                     |
| ------ | ------------------- | --------------------- | ----------------------- | ---------------------------------- |
| 13.10. | Nacional Fast Clube | 0:2 (0:2)             | Castanhal EC            | Estádio Ismael Benigno             |
| 13.10. | EC Águia Negra      | 1:3 (0:1)             | Nova Mutum EC           | Estádio Ninho da Águia             |
| 13.10. | Brasiliense FC      | 0:0 (5:3 i. E.)       | Rio Branco FC (ES)      | Estádio Elmo Serejo Farias         |
| 13.10. | Sinop FC            | 0:1 (0:0)             | Porto Velho EC          | Estádio Municipal Gigante do Norte |
| 13.10. | Real Ariquemes EC   | 0:2 (0:2)             | Penarol AC              | Estádio Gentil Valério             |
| 13.10. | Galvez EC           | 1:1 (0:0) (4:1 i. E.) | Ypiranga Clube (Macapá) | Arena da Floresta                  |
| 14.10. | SE Gama             | 0:1 (0:0)             | Aquidauanense FC        | Estádio Maria de Lourdes Abadia    |
| 14.10. | Interporto FC       | 0:1 (0:1)             | Rio Branco FC (ES)      | Estádio General Sampaio            |

## Finalrunde

### Achtelfinale
| Datum  |                      | Ergebnis        |                    | Austragungsort                      |
| ------ | -------------------- | --------------- | ------------------ | ----------------------------------- |
| 20.10. | Clube do Remo        | 9:0 (3:0)       | Galvez EC          | Estádio Evandro Almeida             |
| 20.10. | Manaus FC            | 2:0 (0:0)       | Porto Velho EC     | Arena da Amazônia                   |
| 20.10. | São Raimundo EC (RR) | 1:2 (1:2)       | Castanhal EC       | Estádio Flamarion Vasconcelos       |
| 20.10. | Rio Branco FC (AC)   | 1:4 (1:3)       | Nova Mutum EC      | Arena da Floresta                   |
| 20.10. | Paysandu SC          | 6:0 (4:0)       | Penarol AC         | Estádio da Curuzu                   |
| 20.10. | Cuiabá EC            | 0:0 (6:7 i. E.) | Brasiliense FC     | Arena Pantanal                      |
| 21.10. | Atlético Acreano     | 1:1 (1:1)       | Aquidauanense FC   | Arena da Floresta                   |
| 21.10. | Vila Nova FC         | 3:0 (2:0)       | Rio Branco FC (ES) | Estádio Onésio Brasileiro Alvarenga |

### Viertelfinale
Am 23. Oktober veröffentlichte der CBF die Details für die Termine der Viertelfinalspiele.
| Datum         |                  | Gesamt          |               | Hinspiel  | Rückspiel |
| ------------- | ---------------- | --------------- | ------------- | --------- | --------- |
| 27.10./10.11. | Paysandu SC      | 4:2             | Castanhal EC  | 1:1 (1:0) | 3:1 (1:1) |
| 28.10./3.11.  | Brasiliense FC   | 1:1 (2:3 i. E.) | Nova Mutum EC | 1:0 (0:0) | 0:1 (0:0) |
| 28.10./4.11.  | Aquidauanense FC | 0:8             | Vila Nova FC  | 0:1 (0:1) | 0:7 (0:2) |
| 12.11./25.11. | Manaus FC        | 1:4             | Clube do Remo | 1:1 (0:0) | 0:3 (0:2) |

### Halbfinale
Am 15. November veröffentlichte der CBF die Details für die Termine der Halbfinalspiele.
| Datum        |              | Gesamt |               | Hinspiel  | Rückspiel |
| ------------ | ------------ | ------ | ------------- | --------- | --------- |
| 24.11./2.12. | Vila Nova FC | 4:1    | Nova Mutum EC | 3:0 (0:0) | 1:1 (0:0) |
| 2.12./4.12.  | Paysandu SC  | 2:4    | Clube do Remo | 2:2 (2:0) | 0:2 (0:1) |

### Finale
Am 25. November veröffentlichte der CBF die Details für die Termine der Halbfinalspiele.

#### Hinspiel
Vor Spielbeginn wurde für die Opfer der COVID-19-Pandemie eine Schweigeminute eingelegt.
| Vila Nova FC                                                      | Vila Nova FC | Clube do Remo | Clube do Remo |
| ----------------------------------------------------------------- | --- | --- | ------------- |
| Vila Nova FC                                                      | \| 8. Dezember 2021 in Goiânia (Estádio Onésio Brasileiro Alvarenga) \| \| Ergebnis: 0:0 \| \| Zuschauer: 8.120 \| \| Schiedsrichter: Rodrigo Batista Raposo ( Distrito Federal) \| \| Spielbericht \| | \| 8. Dezember 2021 in Goiânia (Estádio Onésio Brasileiro Alvarenga) \| \| Ergebnis: 0:0 \| \| Zuschauer: 8.120 \| \| Schiedsrichter: Rodrigo Batista Raposo ( Distrito Federal) \| \| Spielbericht \| | Clube do Remo |
| Vila Nova FC                                                      | Georgemy Gonçalves – André Krobel, Renato Palm, Rafael Donato , Bruno Collaço – Pedro Bambú 76., Moacir – Tiago Real 76., Diego Tavares, Alesson, Clayton 65. Reserve Pedro Campanelli, Guilherme Paixão, Ricardo Lima, João Lucas, Kleber Kallyl, Éder Monteiro 76., João Pedro 76., Alan Grafite 65., Breno Silva, Johnatan Cardoso, Guilherme Pires Cheftrainer: Higo Magalhães | Vinícius – Kevem, Fredson, Marlon, Igor – Pingo 80., Lucas Siqueira, Felipe Gedoz 90. – Tiago Mafra 46., Erick Flores 46., Neto Pessoa 90+3. Reserve Thiago, Warley, Paulinho Curuá 80., Tiago Albuquerque, Neto Moura 90., Ronald Guedes 46., Jefferson Ambrósio, Lucas Tocantins 46., Renan Gorne 90+3. Cheftrainer: Eduardo Baptista | Clube do Remo |
| Vila Nova FC                                                      | Alesson (36.), Moacir (85.) | Siqueira (29.) | Clube do Remo |
| 8. Dezember 2021 in Goiânia (Estádio Onésio Brasileiro Alvarenga) | | |               |
| Ergebnis: 0:0                                                     | | |               |
| Zuschauer: 8.120                                                  | | |               |
| Schiedsrichter: Rodrigo Batista Raposo ( Distrito Federal)        | | |               |
| Spielbericht                                                      | | |               |

#### Rückspiel
In der 85. Minute des Spiels zündeten Fans von Remo Feuerwerk entzündet, woraufhin der Schiedsrichter die Partie für vier Minuten unterbrochen. Nach Spielende stürmten Fans von Remo auf das Spielfeld. Die Siegerehrung musste um eine Stunde verschoben werden, damit Polizei und Sicherheitskräfte diese wieder aus dem Bereich entfernen konnten.
| Clube do Remo                                                        | Clube do Remo | Vila Nova FC | Vila Nova FC |
| -------------------------------------------------------------------- | --- | --- | ------------ |
| Clube do Remo                                                        | \| 11. Dezember 2021 in Belém (Estádio Evandro Almeida) \| \| Ergebnis: 0:0, 4:2 i. E. \| \| Zuschauer: 12.702 \| \| Schiedsrichter: Dyorgines José Padovani de Andrade ( Espírito Santo) \| \| Spielbericht \| | \| 11. Dezember 2021 in Belém (Estádio Evandro Almeida) \| \| Ergebnis: 0:0, 4:2 i. E. \| \| Zuschauer: 12.702 \| \| Schiedsrichter: Dyorgines José Padovani de Andrade ( Espírito Santo) \| \| Spielbericht \| | Vila Nova FC |
| Clube do Remo                                                        | Vinícius – Kevem, Fredson, Marlon, Igor 46. – Pingo, Lucas Siqueira 76., Felipe Gedoz – Ronald Guedes 76., Erick Flores 59., Neto Pessoa Reserve Thiago, Wellington, Raimar 46., Paulinho Curuá 76., Neto Moura, Tiago Albuquerque, Warley, Tiago Mafra 62., Jefferson Ambrósio 76., Lucas Tocantins 59. 62., Renan Gorne Cheftrainer: Eduardo Baptista | Georgemy Gonçalves – André Krobel, Renato Palm, Rafael Donato , Bruno Collaço – Moacir 80., Éder Monteiro, Pedro Bambú 59. – Diego Tavares, Rafael Silva 75., Clayton Reserve Pedro Campanelli, Ricardo Lima, Tiago Real 59., Kleber Kallyl 80., João Pedro, João Lucas, Alan Grafite, Johnatan Cardoso 75. Cheftrainer: Higo Magalhães | Vila Nova FC |
| Clube do Remo                                                        | Elfmeterschießen | | Vila Nova FC |
| Clube do Remo                                                        | 1:0 Pessoa 2:1 Raimar 3:2 Marlon 4:2 Fredson | 1:1 Clayton 2:2 Clayton Krobel Cardoso | Vila Nova FC |
| Clube do Remo                                                        | Siqueira (60.), Mafra (78.), Curuá (90.+2') | Clayton (1.), Monteiro (76.), Krobel (90.+7') | Vila Nova FC |
| 11. Dezember 2021 in Belém (Estádio Evandro Almeida)                 | | |              |
| Ergebnis: 0:0, 4:2 i. E.                                             | | |              |
| Zuschauer: 12.702                                                    | | |              |
| Schiedsrichter: Dyorgines José Padovani de Andrade ( Espírito Santo) | | |              |
| Spielbericht                                                         | | |              |

## Torschützenliste
| Pl. | Nat.        | Spieler        | Klub          | Tore |
| --- | ----------- | -------------- | ------------- | ---- |
| 1   | Brasilianer | Neto Pessoa    | Clube do Remo | 9    |
|     | Brasilianer | Pedro Júnior   | Vila Nova FC  | 7    |
| 3   | Brasilianer | Romário Simões | Nova Mutum EC | 4    |